# Pellana
Pellana  este un oraș în Grecia în prefectura Laconia.